# Gongylosoma baliodeira
Gongylosoma baliodeira — вид змій родини полозових (Colubridae). Мешкає в Південно-Східній Азії.

## Підвиди
Виділяють два підвиди:
- Gongylosoma baliodeira baliodeira (Boie, 1827);
- Gongylosoma baliodeira cochranae (Taylor, 1962).

## Поширення і екологія
Gongylosoma baliodeira мешкають на Малайському півострові, на Суматрі, Яві, Калімантані та на сусідніх островах. Вони живуть у вологих рівнинних тропічних лісах, на висоті до 600 м над рівнем моря.